# Нестійкість
Несті́йкість — явище необмеженого наростання збурення в системі будь-якої природи. Протилежність стійкості системи.
Синонімом терміна «нестійкість» є термін «нестабільність», хоча області вживання цих термінів не зовсім ідентичні.
Термін «нестійкість» вживається в широкому колі природничих і суспільних наук. Для кожної конкретної системи в нього вкладають специфічне значення. Наприклад, у математиці говорять про нестійкість розв'язків диференціальних рівнянь, в обчислювальній математиці — про нестійкість алгоритмів, в екології — про стійкість чи нестійкість популяції тощо.
Рекордсменом за кількістю й різноманітністю типів нестійкості є фізика плазми[джерело?].